# Jörg Stübner
 (Freiberg, 23 luglio 1965 – Dresda, 24 giugno 2019) è stato un calciatore tedesco orientale dal 1990 tedesco, di ruolo centrocampista.